# Smiley (chanteur)
Pour les articles homonymes, voir Smiley (homonymie).
Andrei Tiberiu Maria, connu sous son nom de scène Smiley, est un chanteur, compositeur, réalisateur, présentateur télé et acteur roumain, ancien membre du groupe Simplu. En 2008, il a sorti son premier album : În lipsa mea. 

## Enfance
Andrei est né le 27 juillet 1983 à Pitești en Roumanie. Dans une interview, il a déclaré que pendant son enfance, il était un petit garçon agité, qui ne pouvait pas rester debout un instant.  À l'âge de dix ans, le plaisir d'Andrei pour écouter de la musique s'est transformé en plaisir de chanter.  

## Émissions télévisées
Smiley est le co-présentateur de l'émission télévisée Les Roumains ont du talent, aux côtés de Pavel Bartoş.  Il est également l'un des quatre jurés de l'émission Vocea României.

### Participations télévisées
- Les Roumains ont du talent (co-présentateur)
- Vocea României (jury depuis huit saisons consécutives)
- Je danse pour toi (saison 2 et 5)
- Deviens une star de Disney Channel (jury en 2010 )

## Discographie
| Année | Single                                              | Album             | Meilleure position en Roumanie |  |
| Année | Single                                              | Album             | RT100                          |  |
| ----- | --------------------------------------------------- | ----------------- | ------------------------------ |  |
| 2007  | În lipsa mea (feat. Uzzi)                           | În lipsa mea      | 9                              |  |
| 2008  | Preocupat cu gura ta                                | În lipsa mea      | ?                              |  |
| 2008  | Am bani de dat                                      | În lipsa mea      | ?                              |  |
| 2009  | Designed to Love You                                | În lipsa mea      | 8                              |  |
| 2010  | Plec pe Marte (feat. Cheloo)                        | Plec pe Marte     | 1                              |  |
| 2010  | Love is for Free (feat. Pacha Man)                  | Plec pe Marte     | 1                              |  |
| 2011  | Dream Girl                                          | Plec pe Marte     | 1                              |  |
| 2012  | Dead Man Walking                                    | Acasă             | 1                              |  |
| 2012  | Cai verzi pe pereți (feat. Alex Velea & Don Baxter) | Acasă             | 1                              |  |
| 2013  | Dincolo de cuvinte (feat. Alex Velea)               | Acasă             |                                |  |
| 2013  | Criminal (feat. Kaan)                               | Acasă             |                                |  |
| 2013  | Acasă                                               | Acasă             |                                |  |
| 2013  | Dă-o tare (feat. Cabron & Guess Who)                | TBA               |                                |  |
| 2014  | Nemuritori I wish- Acasă (album)                    | TBA               | 3                              |  |
| 2015  | Oarecare                                            | TBA               | 1                              |  |
| 2015  | Pierdut buletin (feat.DOC & Motzu)                  | DOC & Motzu in HD | 1                              |  |
| 2016  | Insomnii                                            | Confesiune        | 1                              |  |
| 2016  | Sleepless                                           | TBA               | 1                              |  |
| 2016  | Îndrăgostit (deși n-am vrut)                        | Confesiune        | 1                              |  |
| 2016  | Confesiune                                          | Confesiune        | 1                              |  |
| 2017  | Flori de plastic                                    | Confesiune        | 1                              |  |
| 2017  | De unde vii la ora asta                             | Confesiune        | 1                              |  |
| 2017  | Domnu' Smiley                                       | Confesiune        | 1                              |  |
| 2017  | Să-mi fie vara                                      | Confesiune        | 1                              |  |
| 2017  | RARA (feat. Juno)                                   | Confesiune        | 1                              |  |
| 2017  | O altă EA                                           | Confesiune        | 1                              |  |
| 2017  | Ce mă fac cu tine de azi (feat. Guess Who)          | Confesiune        | 1                              |  |
| 2017  | Pierdut printre femei                               | Confesiune        | 1                              |  |
| 2017  | Vals                                                | Confesiune        | 1                              |  |
| 2017  | O poveste                                           | Confesiune        | 1                              |  |
| 2018  | Aprinde scânteia (feat. Dorian)                     | -                 |                                |  |
| Année | Album                                               | Maison de disque  |                                |  |

### Albums
- 10 mars 2008 : În lipsa mea, Cat Music
- 30 mars 2010 : Plec pe Marte, Cat Music
- 21 novembre 2013 : Acasă, Cat Music / HaHaHa Production
- 18 décembre 2017 : Confesiune, Cat Music / HaHaHa Production